# Jean Temporal
Jean Temporal (* Anfang des 16. Jahrhunderts in Frankreich; † um 1575 in Frankreich), unter anderem auch Johannes Temporarius, Jean du Tempos oder Jean du Temps genannt, war ein französischer Übersetzer, Autor und Verleger, dessen Wirkungsort Lyon (seit 1549) gewesen ist.

## Betätigungsfelder

Die Afrikakarte von Leo Africanus, die von Jean Temporal mit französischen Bezeichnungen und einigem Beiwerk versehen worden ist

Eine seiner wesentlichsten Veröffentlichungen war im Jahre 1556 das Werk Description de l’Afrique (Beschreibung von Afrika), eine Reisesammlung mit Texten verschiedener Autoren, die als Reisende, Kaufleute, Seefahrer usw. afrikanische Regionen kennengelernt und darüber Berichte geschrieben hatten. In einer von Jean Temporal selbst verfassten Einleitung wird die Entdeckungsgeschichte Afrikas von Hanno bis zu den ersten portugiesischen Bemühungen und Fahrten (Heinrich der Seefahrer) beschrieben; dazu sind wohl beinahe alle Texte von ihm ins Französische übersetzt worden.
Einen großen Raum in dem Werk (vier Bücher) nimmt die Schrift La descrittione dell' Africa des berberischen Reisenden und Geographen Leo Africanus (1490–1560) ein, die von dem italienischen Historiker und Geographen Giovanni Battista Ramusio (1485–1557) zum ersten Mal 1550 in Venedig in seiner Reisesammlung Navigationi et viaggi veröffentlicht worden ist. Die Schrift ist illustriert mit einer Reihe von Bildern (Holzschnitten) von Land und Leuten und enthält eine Afrikakarte, die einen etwas ungewohnten Anblick bietet, weil auf ihr Süden oben ist und der Kontinent auf dem Kopf steht. — Weitere umfangreiche Beiträge in Temporals Reisesammlung waren unter anderem von den italienischen Seefahrern und Kaufleuten Alvise Cadamosto (1432–1483) und Amerigo Vespucci (1451–1512) sowie noch einige kleinere Beiträge von Seefahrern und Entdeckungsreisenden verschiedener Nationalitäten.
Das Werk erfuhr sofort sehr viel Aufmerksamkeit und wurde schon bald nach seiner Veröffentlichung von dem französisch-flämischen Buchdrucker und Verleger Christoph Plantin (1520–1589) in Antwerpen in einem Raubdruck herausgebracht.
In dem Atlas Le Theatre Francoys, veröffentlicht 1594 in Tours von dem Buchdrucker Maurice Bouguereau, war von Jean Temporal die Karte Blaisois enthalten. Dieser erste Atlas von Frankreich enthielt (je nach Ausgabe) 14 bis 16 Karten von verschiedenen namhaften Kartographen.